# Яблоновское сельское поселение (Валуйский район)
Ябло́новское се́льское поселе́ние — упразднённое муниципальное образование в составе Валуйского района Белгородской области Российской Федерации.
Административный центр — село Яблоново.
19 апреля 2018 года упразднено при преобразовании Валуйского района в Валуйский городской округ.

## География
Общая площадь поселения: 9554,75 га, в т.ч. земель сельхозугодий: 7020,51 га. Протяженность дорог: 25,4 км.
Количество подворий: 597

## История
Яблоновское сельское поселение образовано 20 декабря 2004 года в соответствии с Законом Белгородской области № 159.

## Население
| 2010  | 2011  | 2012  | 2013  | 2014  | 2015  | 2016  |
| ----- | ----- | ----- | ----- | ----- | ----- | ----- |
| 1357  | ↘1352 | ↘1330 | ↘1309 | ↘1274 | ↗1289 | ↗1298 |
| 2017  | 2018  |       |       |       |       |       |
| ↘1294 | ↘1272 |       |       |       |       |       |

## Состав сельского поселения
| № | Населённый пункт | Тип населённого пункта       | Население |
| - | ---------------- | ---------------------------- | --------- |
| 1 | Дружба           | посёлок                      | ↗278      |
| 2 | Орехово          | село                         | ↘99       |
| 3 | Пристень         | село                         | ↘74       |
| 4 | Старая Симоновка | село                         | ↗225      |
| 5 | Храпово          | село                         | ↘260      |
| 6 | Яблоново         | село, административный центр | ↘421      |